# 용인세브란스병원
용인세브란스병원(영어: Yongin Severance Hospital)은 1983년에 개원한 연세대학교 의과대학 병원이자 대한민국의 종합병원이다.

## 연혁
- 1983년 3월 연세대학교 부속 용인병원 개원
- 1984년 9월 용인세브란스병원으로 개칭
- 2020년 3월 기흥구 중동 동백지구에 이전 확대 개원

## 같이 보기
- 연세의료원
- 세브란스병원
- 강남세브란스병원